# PCO2

Molécula de dióxido de carbono.

La presión parcial de dióxido de carbono (pCO2, también PaCO2) en la sangre arterial expresa la eficacia de la ventilación alveolar, dada la gran capacidad de difusión de este gas. Es un buen indicador de la función respiratoria y refleja la cantidad de ácido en la sangre (sin contar el ácido láctico).

## Valores
- Sus valores normales fluctúan de 35 a 45 mmHg.

- Si la pCO2 es menor de 35 mmHg, el paciente está hiperventilando, y si el pH (potencial de hidrógeno) es mayor de 7,45, corresponde a una alcalosis respiratoria.

- Si la pCO2 es mayor de 45 mmHg, el paciente está hipoventilando, y si el pH es menor que 7,35, es una acidosis respiratoria.[1][2]